# Egberts' Zonen
Egberts' Zonen BV (ook bekend als Egberts) is een Nederlands voormalig openbaarvervoerbedrijf in Millingen aan de Rijn dat van 1921 tot 1980 lijndiensten per autobus onderhield tussen Millingen aan de Rijn en Nijmegen. Egberts' Zonen ging uiteindelijk op in het busbedrijf Zuidooster.

## Geschiedenis
Het bedrijf Egberts' Zonen werd opgericht door Theo Egberts sr. als een bodedienst. In 1921 vervoerde Egberts goederen van Millingen aan de Rijn naar Nijmegen als Onderlinge Vrachtauto Dienst Nijmegen-Millingen. Dit bleek een succes en Egberts besloot een busdienst op te zetten voor personenvervoer. In 1924 schafte Egberts een T-Fordbus, met plek voor 20 passagiers, aan en in mei 1924 reed deze bus driemaal per dag heen en weer tussen Millingen aan de Rijn en Nijmegen. De bus volgde het traject Millingen aan de Rijn-Kekerdom-Leuth-Beek-Nijmegen.
In 1934 traden de zonen van Egberts sr., Theo Egberts jr. en Jan Egberts toe. Zij werden medevennoten van het bedrijf dat de naam Egberts en Zonen kreeg. Egberts en Zonen ondervonden concurrentie van taxibedrijven die probeerden reizigers te snorren. Egberts en Zonen reageerde hierop door een veerpontdienst tussen Lobith en Millingen aan de Rijn op te starten om zich zo te verzekeren van een nieuwe klantenstroom en de dienstregeling naar Nijmegen uit te breiden.
In de Tweede Wereldoorlog werd de veerbootdienst gestaakt. De busdienst werd voortgezet, maar de Duitse bezetter vorderde bussen van vele vervoerders. Egberts en Zonen had in 1943 nog slechts drie bussen. Aan het einde van de oorlog zat het bedrijf zonder bussen. In augustus werd een achtergelaten bus van de bezetters gevonden en opgeknapt, waarna de dienst hervat werd. Egberts en Zonen was van plan ook drie nieuwe bussen in te gaan zetten. De vervoersbedrijven MBS en Vitesse vroegen toen echter gezamenlijk een vergunning aan voor de lijnen van Egberts en Zonen, maar Egberts en Zonen wist de lijnen en haar zelfstandigheid te behouden.
Theo Egberts sr. trok zich uiteindelijk terug. In 1963 trad zijn kleinzoon Theo Egberts toe tot het bedrijf. De naam veranderde in Egberts' Zonen NV. In 1968 ging Egberts over op standaardstreekbussen, die bij Egberts' Zonen niet rondreden in het standaard geel maar in het blauw. Al deze bussen reden op een chassis van Leyland en de meeste hadden een carrosserie van Verheul. De kleinzoon kreeg te maken met afnemende reizigersaantallen en begrotingstekorten.
In 1980 kreeg Egberts een aanbod om in dienst te komen bij de Gelderse Streekvervoer Maatschappij (GSM). Hij ging op dit aanbod in en verkocht zijn kleine busonderneming (inmiddels een BV) aan de busonderneming Zuidooster, de NS-dochter die bijna het gehele streekvervoer in de regio onderhield. Zuidooster was het resultaat van een fusie tussen MBS en Vitesse, de bedrijven die al in 1945 zonder succes geprobeerd hadden om de exploitatie van het vervoer Millingen aan de Rijn - Nijmegen over te nemen. Zuidooster nam de lijnen van Egberts' Zonen over, waaronder een gewone lijn en een sneldienst. In 1984 onderhield Zuidooster drie lijnen op dit traject:
- 80: Millingen aan de Rijn-Kekerdom-Leuth-Erlecom-Ooij-Beek-Ubbergen-Nijmegen (reistijd 38 minuten)
- 81: Millingen aan de Rijn-Kekerdom-(Leuth)-Erlecom-Ooij-Nijmegen (reistijd 37/39 minuten)
- 82: Sneldienst Millingen aan de Rijn-Kekerdom-Leuth-Beek-Nijmegen (reistijd 29 minuten)

In 2014 worden de bussen van de lijnen 80 en 82 op dit traject gereden door Hermes, onder de merknaam Breng.